# حرس الحدود للجمهورية الديمقراطية الألمانية
حرس الحدود للجمهورية الألمانية الديمقراطية ( (بالألمانية: Grenztruppen der DDR) قوة حرس الحدود للجمهورية الديمقراطية الألمانية من 1946 إلى 1990.
كان حرس الحدود هي القوة الرئيسية التي تحرس حائط برلين والحدود الألمانية الداخلية والحدود الدولية لجمهورية ألمانيا الديمقراطية بين برلين الغربية وألمانيا الغربية على التوالي. كانت القوة تابعة لوزارة الدفاع الوطني (MfNV) منذ عام 1961، وكانت فرعًا تابعًا للجيش الشعبي الوطني حتى عام 1971 عندما أصبحت تابعًا مباشرة إلى وزارة الدفاع الوطني. بلغ عدد قوات الحدود حوالي 47000 فرد في ذروتها، وتالف من متطوعين ومجندين، وكانت القوة ثالث أكبر حرس حدود في حلف وارسو بعد الاتحاد السوفيتي وبولندا.
كان دور حرس الحدود الرئيسي هو منع الفاريين من الجمهوريةمن الهجرة غير الشرعية من جمهورية ألمانيا الديمقراطية، وكانت مسؤولة بشكل مثير للجدل عن العديد من الوفيات في جدار برلين . قُتل ما لا يقل عن 29 من حرس الحدود أثناء تأديتهم لواجبهم، وواجه العديد منهم تهم جنائية بعد إعادة توحيد ألمانيا.

## التاريخ

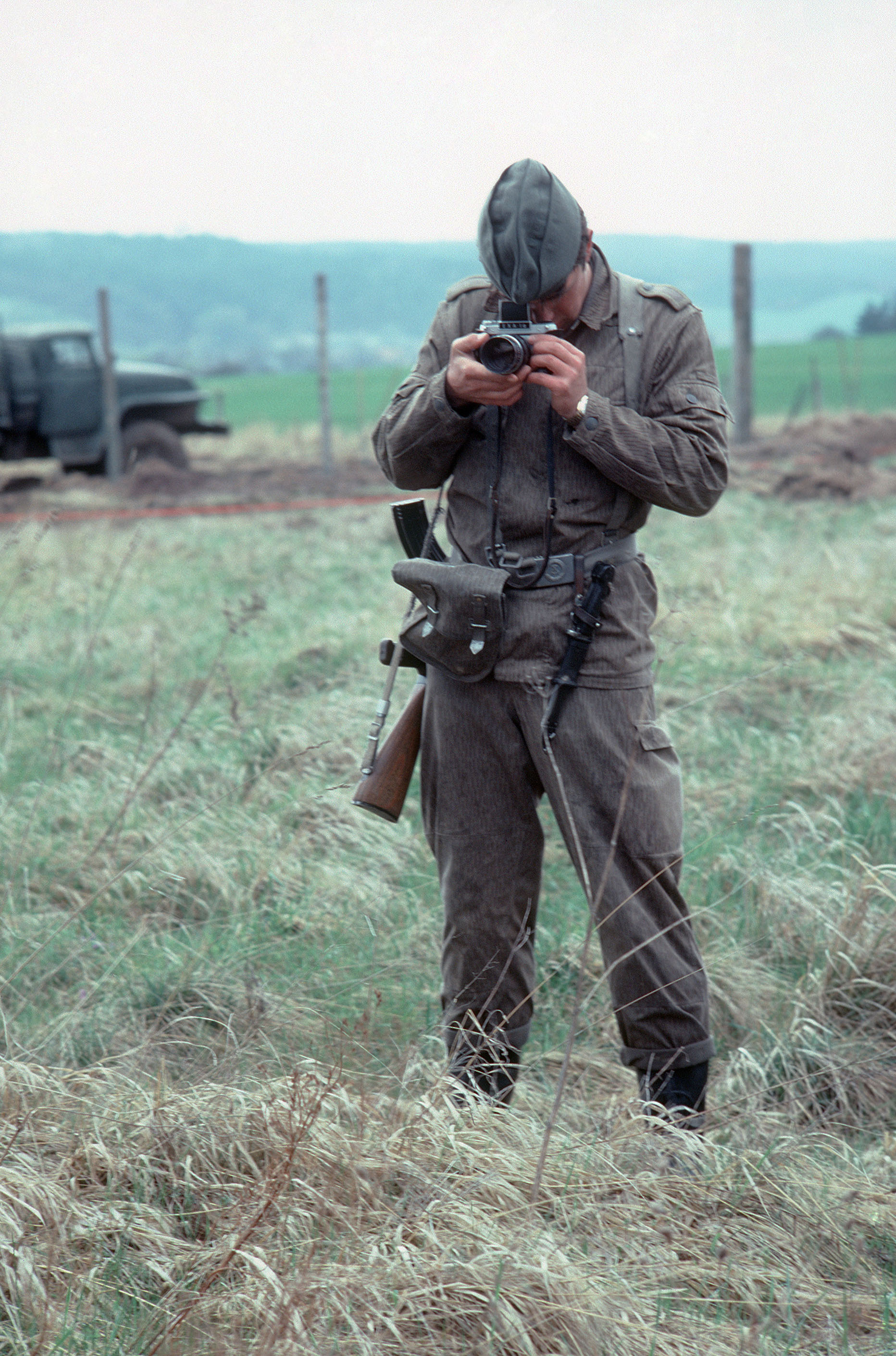
جندي من الحدود الألمانية الشرقية غرينزوفكليرونجشوج (GAK) يلتقط صورة عن أنشطة الجيش الأمريكي عبر الحدود الألمانية الداخلية.

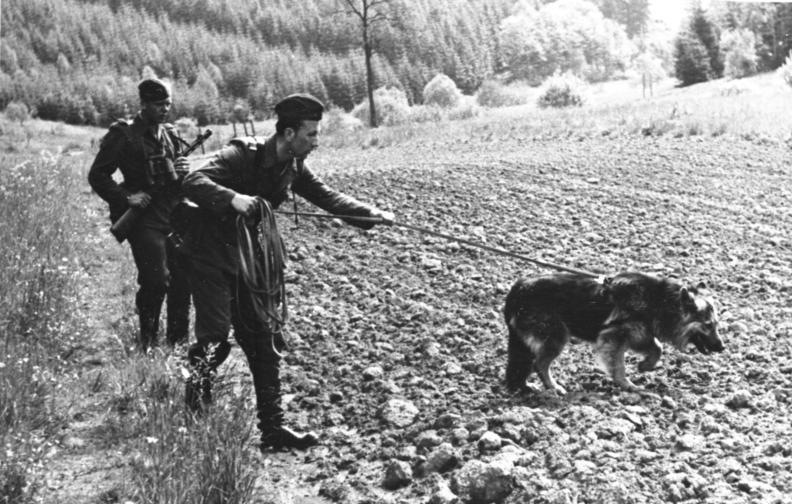
القوات مع كلب الراعي الألماني.
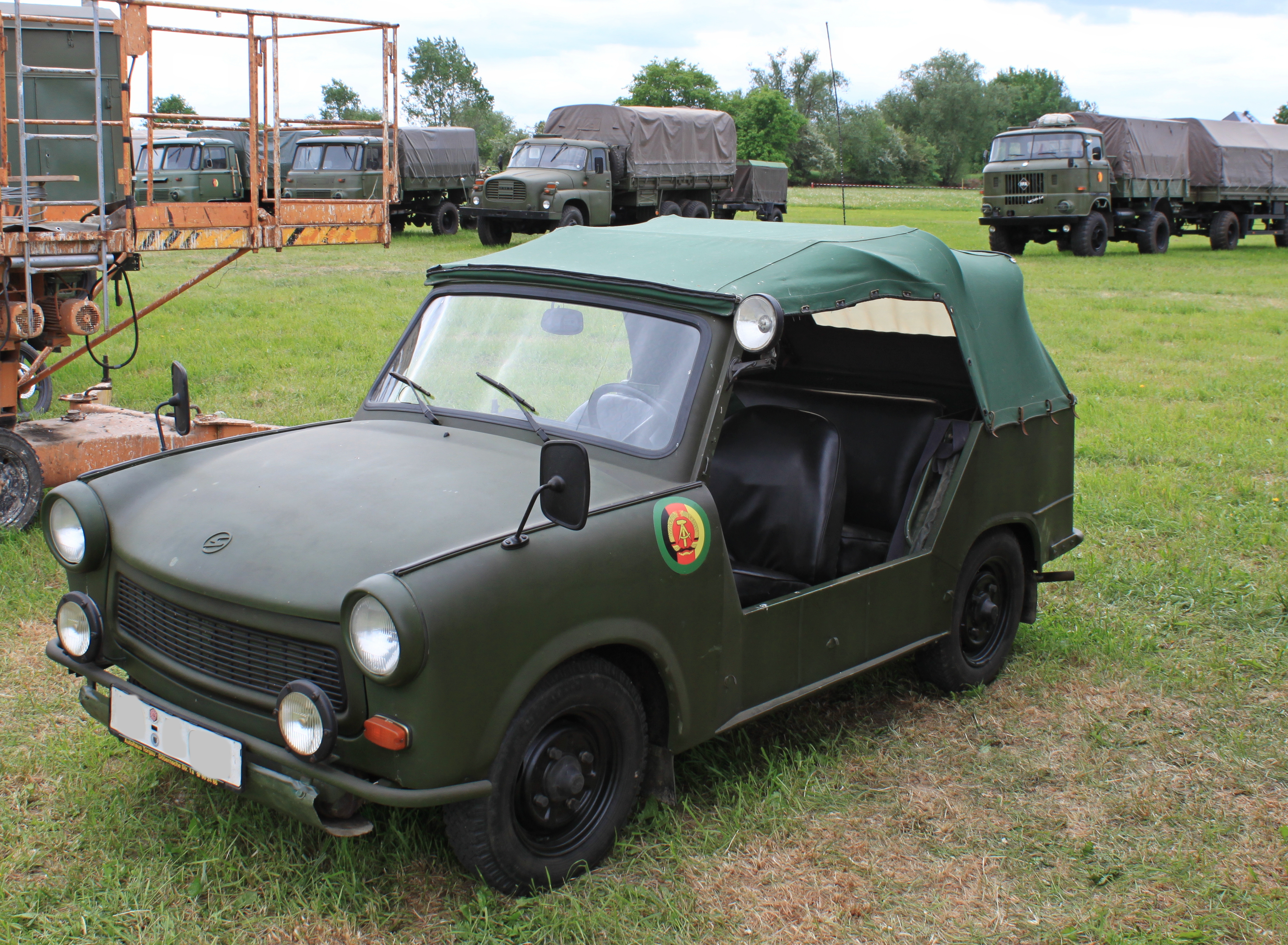
سيارة حقل ترابانت .
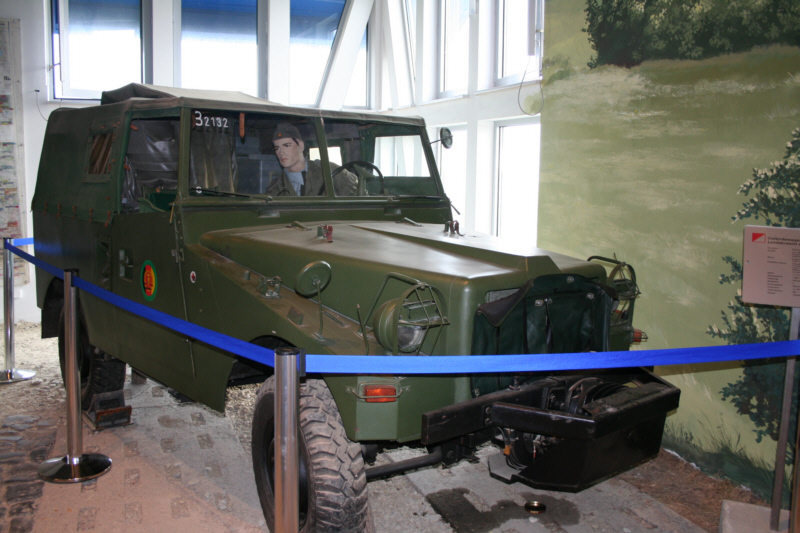
IFA P3 سيارة الميدان.
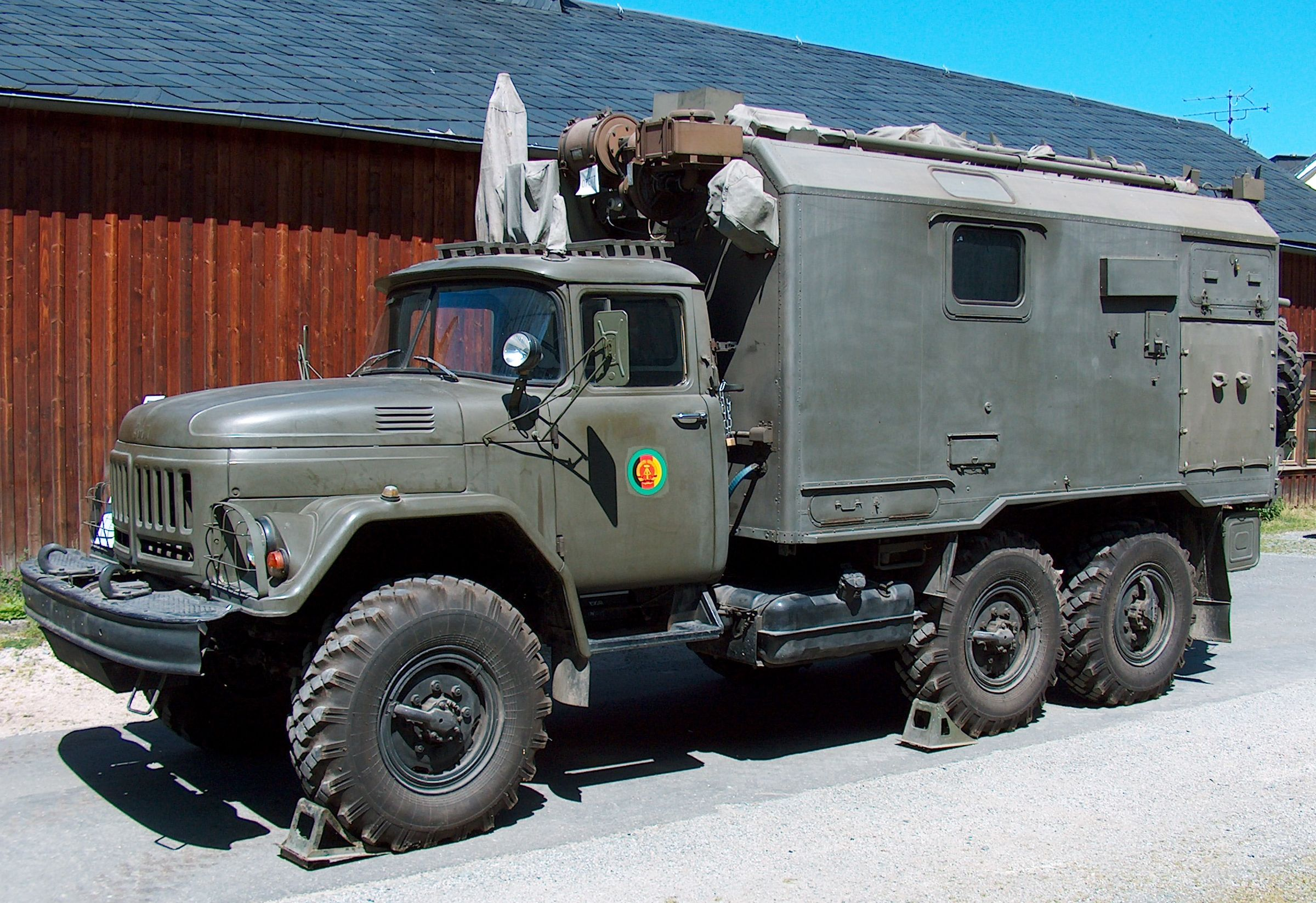
Grenztruppen Zil -131 مع KUNG
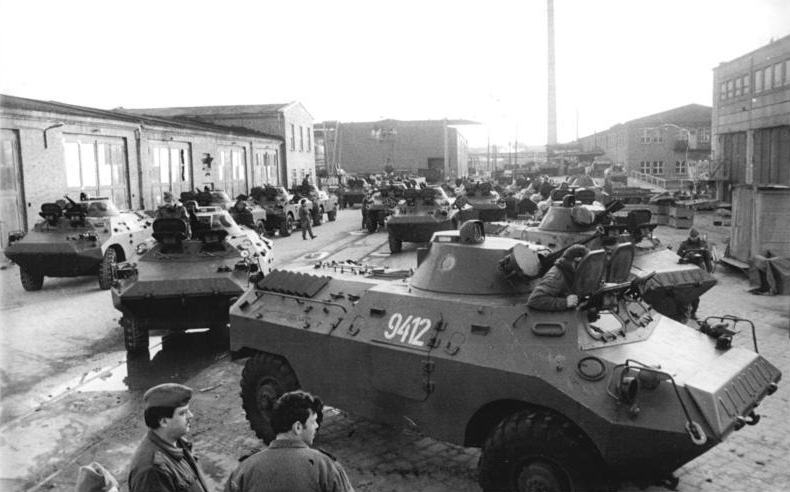
PSzH-IV .
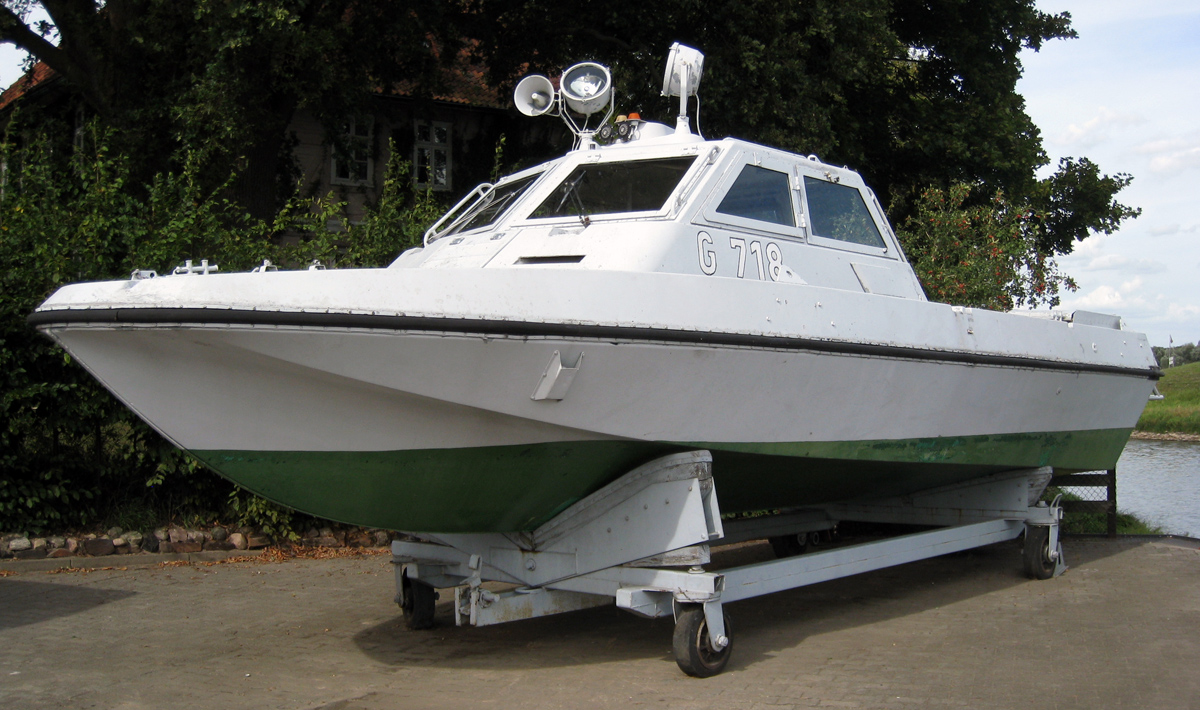
قارب دورية النهر.